# Irfan Smajlagić
Irfan Smajlagić (Banja Luka, 16 de octubre de 1961) fue un jugador de balonmano croata que jugaba como extremo derecho. Fue uno de los componentes de la Selección de balonmano de Yugoslavia hasta su desintegración en 1991, y en adelante de la Selección de balonmano de Croacia con la que disputó 93 partidos internacionales en los que anotó 290 goles. 

## Equipos

### Jugador
- RK Borac Banja Luka (1979-1987)
- RK Medveščak Zagreb (1987-1991)
- US Ivry (1991-1993)
- USAM Nîmes (1993-1994)
- RK Zagreb (1994-1995)
- RK Zamet Rijeka (1995)
- RK Medveščak Zagreb (1996-1998)
- US Ivry (1998-2000)
- Girondins de Bordeaux HBC (2000-2001)
- Livry-Gargan HB (2001-2002)

### Entrenador
- Selección junior de Croacia (2005-2007)
- Selección de balonmano de Egipto (2007-2009)
- RK Bosna Sarajevo (2009-2012)
- RK Zamet Rijeka (2012-2013)
- RK Lokomotiva Zagreb (2014-)

## Palmarés

### Jugador
RK Medveščak Zagreb
- Copa de Yugoslavia 1989, 1990

 USAM Nîmes
- Copa de Francia 1994

 RK Zagreb
- Liga de Croacia 1995
- Copa de Croacia 1995

### Entrenador
- Campeonato de África 2008
- Liga de Bosnia 2010, 2011
- Copa de Bosnia 2010

## Méritos y distinciones
- Mejor extremo derecho del Campeonato de Europa de 2000